# Galbarros
Galbarros – gmina w Hiszpanii, w prowincji Burgos, w Kastylii i León, o powierzchni 31,99 km². W 2011 roku gmina liczyła 30 mieszkańców.